# Sluiterina kaikourae
Sluiterina kaikourae is een lepelworm uit de familie Bonelliidae.
De wetenschappelijke naam van de soort werd in 1985 gepubliceerd door S.J. Edmonds.